# Early hardcore
Early hardcore, ook wel bekend als oldschool hardcore of early gabber, is een subgenre van hardcore techno dat ontstond aan het begin van de jaren 1990 in Nederland, België en Duitsland. Het genre wordt gekenmerkt door een hard, snel en repetitief geluid dat voortkomt uit vroege techno en acid house. Early hardcore vormde de basis voor latere subgenres zoals gabber, mainstream hardcore, terrorcore en happy hardcore.

## Kenmerken
Early hardcore heeft meestal een BPM tussen 160 en 190. De muziek is vaak opgebouwd rond een harde, vervormde kickdrum, eenvoudige synthesizer-melodieën en zware breakbeats. Samples uit horrorfilms, sciencefiction, rap, of maatschappelijke toespraken werden veel gebruikt. De sfeer varieert van duister en agressief tot vrolijk en euforisch, afhankelijk van de artiest of het subgenre.
Typische kenmerken:
- Krachtige vierkwartsmaat kickdrums
- Acid-achtige synthlijnen en rave-stabs
- Gebruik van vocal-samples, vaak verknipt of versneld
- Breakbeat-invloeden in sommige producties
- Ruwe, analoge productie

## Geschiedenis
Het genre ontstond in de vroege jaren 1990 in steden als Rotterdam, Amsterdam, Antwerpen en Frankfurt am Main, waar underground ravefeesten en clubs de opkomst van harde elektronische muziek faciliteerden.
In Nederland werd early hardcore al snel populair in clubs als Parkzicht (Rotterdam) en Multigroove (Amsterdam). Labels als Mokum Records, Rotterdam Records, Pengo Records en later ID&T verspreidden de muziek via vinyl en compilaties.
Bekende nummers uit de early hardcore-periode zijn onder andere:
- "Poing" – Rotterdam Termination Source (1992)
- "James Brown Is Dead" – L.A. Style (1991)
- "Hardcore to the Bone" – Bodylotion
- "Life is Like a Dance" – DJ Paul Elstak

Het legendarische feest Thunderdome debuteerde in 1992 en werd hét symbool van de gabber- en early hardcore-beweging.

## Invloed
Early hardcore had grote invloed op de opkomst van de gabber-subcultuur: een lifestyle met kale hoofden, trainingspakken, energieke dansstijl (de "hakker") en een eigen identiteit binnen de jeugdcultuur. De muziek bracht ook visuele stijlen, kleding, en attitude met zich mee.
Rond het einde van de jaren 1990 begon early hardcore te evolueren richting mainstream hardcore met meer melodie, polish en hogere productiekwaliteit. Tegelijkertijd ontstonden extremere afsplitsingen zoals terrorcore en speedcore.

## Bekende artiesten
- DJ Paul Elstak
- Rotterdam Termination Source
- Charly Lownoise & Mental Theo
- Scott Brown
- L.A. Style
- Omar Santana
- Buzz Fuzz
- The Dreamteam
- Rob Gee
- Dano

## Labels
- Mokum Records
- Rotterdam Records
- ID&T
- Pengo Records
- Cenobite Records

## Evenementen
- Thunderdome
- Hellraiser
- Rave the City
- Multigroove
- Energy
- Decade of Early Hardcore
- Dance Valley (early stage)

## Revival
Sinds de jaren 2010 is er een hernieuwde interesse in early hardcore. Festivals zoals Thunderdome, Dominator en Decibel Outdoor programmeren geregeld "early stages", en artiesten als The Darkraver en DJ Promo brengen oldschool-sets. Ook jongere producers brengen nieuwe muziek uit met een oldschool-sound.